# Іван Павло I
Іва́н Павло́ І (лат. Ioannes Paulus PP. I; 17 жовтня 1912 — 28 вересня 1978) — 263-й папа Римський. Блаженний.
Помер на 34-й день після свого обрання Папою Римським. Це був найкоротший період з часів Лева XI, який правив лише 27 днів 1605 року.

## Життєпис
Народився в родині робітника-будівельника, який вважав себе соціалістом. Молодий Альбіно Лучані навчався спочатку в духовній семінарії Фельтре, а потім перейшов до семінарії Беллуно. Він отримав сан священника 7 липня 1935 року, після чого перевівся в Папський Григоріанський університет, де отримав ступінь доктора теології. Його докторська дисертація була присвячена католицькому філософу і богослову Антоніо Росміні (1797—1855), одна з праць якого, «Про п'ять ран Святої Церкви», була включена в індекс заборонених книг.
Священник з 1935 року, єпископ з 1958 року. Зведений у кардинали Павлом VI. До обрання папою — патріарх Венеції, з церковною політикою пов'язаний не був. Раптова смерть всього через місяць після обрання (найкоротший понтифікат з 1605 р.) привернула увагу до його особистих якостей, які асоціювалися з простотою, демократизмом, відновленням інституту папства. Папу називали «усміхнений папа», «невідомий папа». Ще у Венеції одним з перших указів дозволив парафіям продавати коштовності задля допомоги бідним. При цьому був категорично проти проникнення в Церкву комуністичних ідей, наприклад проти "робітничих" священників і в 1975 році запропонував карати тих священників, які були помічені в симпатіях до компартії чи інших лівих партій.
Перший Папа, який вибрав подвійне ім'я (на честь своїх двох попередників). Збирався здійснити ряд реформ Католицької церкви.

## Понтифікат
Після свого обрання на папський престол Лучані розповів журналістам про своїх улюблених письменників, серед яких почесне місце займали Марк Твен, Франческо Петрарка, Вальтер Скотт, Чарльз Дікенс, Гілберт Кіт Честертон. Що цікаво, Марк Твен був атеїстом, ще двоє авторів з цього списку були протестантами. Петрарка, хоч і був католиком, але до папства ставився скептично. Тому літературні смаки у Івана Павла I не зовсім відповідали звичним для католицьких клерикальних кіл стереотипам, відповідно, це викликало різні коментарі. За кілька років до обрання Лучані випустив книгу «Найвідоміші» (Illustrissimi), що містить діалоги з різними видатним письменниками і філософами, а також Піноккіо (найулюбленіший його персонаж, на якого він неодноразово посилався в проповідях). Лучані висловлювався проти політики «історичного компромісу», запропонованого італійськими комуністами, що не заважало йому визнавати за католиками право бути членами компартії за умови збереження ними віри. Про атеїзм він говорив, що одна з причин, що породжують його, полягає в суперечності між словами та справами католиків.
Лучані взяв собі подвійне ім'я вперше за всю історію католицької церкви (і взагалі він був першим папою більш ніж за 1000 років, що використав нове ім'я). Іван Павло вибрав це ім'я на честь двох своїх безпосередніх попередників: Іван XXIII і Павла VI. Це пророкувало деякі нововведення, які з'явилися практично відразу. Іван Павло І відмовився від середньовічної церемонії коронації, замінивши її урочистої месою на паперті Базиліки Святого Петра. Відмовився він також і від тіари. Всі ці дії оцінили як остаточну відмову від претензій на світську владу. Церемонія інтронізації папи не пройшла без пригод. У церемонії брала участь делегація Російської православної церкви на чолі з митрополитом Ленінградським і Новгородським Никодимом (Ротов), який помер від інфаркту під час його прийому новим главою католицької церкви (після піднесеної йому чашки кави). Цей трагічний епізод був витлумачений як поганий знак для нового понтифіка.

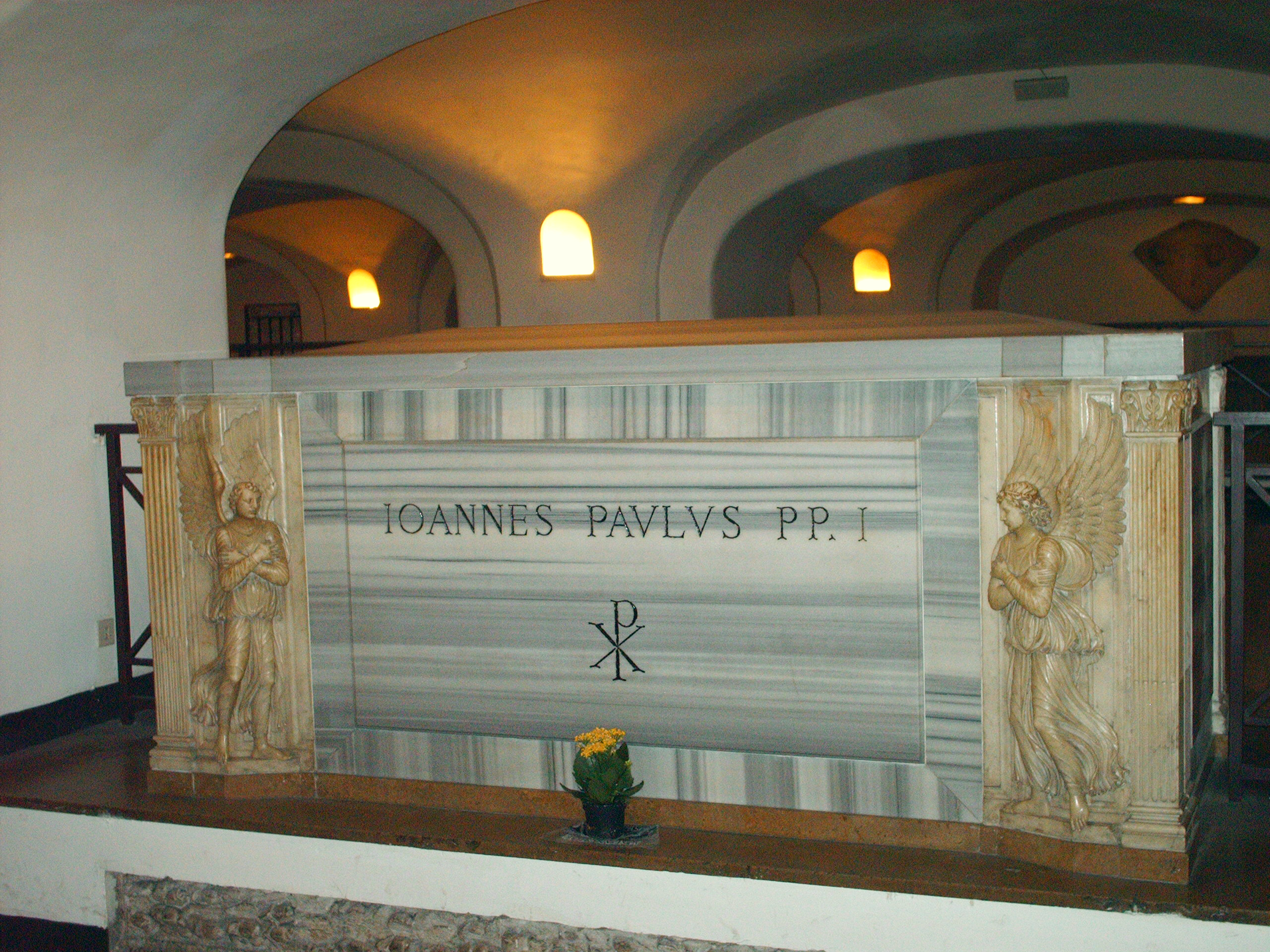
Домовина папи Івана Павла I у крипті Собору Святого Петра

У четвер 28 вересня 1978 року в Римі вийшли екстрені випуски газет, у яких величезними літерами було написано про смерть папи Івана Павла I. Рано-вранці папа був знайдений мертвим у своїй опочивальні. За офіційним повідомленням Ватикану, раптова смерть папи настала від інфаркту міокарда. О 12 годині того ж дня його тіло було виставлено для прощання в одному з покоїв Апостольського палацу. Він був папою всього 33 дні, один з найкоротших понтифікатів за всю історію папства.

## Беатифікація
Необхідне для беатифікації диво було визнане у 2011 році в Буенос-Айресі. За молитвами до понтіфіка була зцілена 11-річна дівчинка.4 вересня 2022 року Папа Франциск під час урочистої Святої Меси на площі Святого Петра у Ватикані проголосив свого попередника Івана Павла І блаженним. Літургічне поминання блаженного Івана Павла І 26 серпня (день обрання на главу католицької церкви).